# Glückstadt
Glückstadt (duń. Lykstad) – miasto w Niemczech, w kraju związkowym Szlezwik-Holsztyn, w powiecie Steinburg.